# Campionati del mondo di ciclismo su pista 1988
I Campionati del mondo di ciclismo su pista 1988 si svolsero a Gand, in Belgio, dal 21 al 25 agosto.

## Medagliere
| Posiz. | Nazione        | Oro | Argento | Bronzo | Totale |
| ------ | -------------- | --- | ------- | ------ | ------ |
| 1      | Australia      | 2   | 0       | 0      | 2      |
| 1      | Francia        | 2   | 0       | 0      | 2      |
| 3      | Italia         | 1   | 2       | 1      | 4      |
| 4      | Svizzera       | 1   | 2       | 0      | 3      |
| 5      | Regno Unito    | 1   | 1       | 0      | 2      |
| 6      | Polonia        | 1   | 0       | 0      | 1      |
| 7      | Belgio         | 0   | 1       | 1      | 2      |
| 8      | Germania Ovest | 0   | 1       | 0      | 1      |
| 8      | Austria        | 0   | 1       | 0      | 1      |
| 10     | Danimarca      | 0   | 0       | 2      | 2      |
| 11     | Stati Uniti    | 0   | 0       | 1      | 1      |
| 11     | Giappone       | 0   | 0       | 1      | 1      |
| 11     | Paesi Bassi    | 0   | 0       | 1      | 1      |
| 11     | Cecoslovacchia | 0   | 0       | 1      | 1      |
|        | Totale         | 8   | 8       | 8      | 24     |